# Xiaomi Mi 5c
Xiaomi Mi 5c — смартфон китайської компанії Xiaomi, особливістю якого став процесор власного виробництва. Був представлений в Пекіні 27 лютого 2017 року.

## Дизайн
Екран виконаний зі скла, а корпус — з алюмінію зі скляними вставками зверху і знизу подібно до iPhone 5.
Як і Xiaomi Mi 5, Mi 5c має на нижній рамці екрана 2 сенсорні кнопки та механічну кнопку «додому», в яку вбудовано сканер відбитків пальців.
Знизу знаходяться роз'єм USB-C, динамік та мікрофон, а зверху — 3,5 мм аудіороз'єм, другий мікрофон та ІЧ-порт. Зліва розташований слот під 2 SIM-картки, а справа — гойдалка регулювання гучності та кнопка блокування.
Mi 5c продавався в 3 кольорах: чорному, золотому та рожевому золоті.

## Технічні характеристики

### Апаратне забезпечення
Mi 5c отримав процесор власного виробництва Xiaomi Surge S1 з графічним процесором Mali-T860MP4. Смартфон має 3 ГБ оперативної пам'яті типу LPDDR3 і 64 ГБ пам'яті постійного зберігання типу eMMC 5.0.
Батарея отримала об'єм 2860 мА·год та підтримку 18-ватної швидкої зарядки Quick Charge 3.0.
Дисплей IPS, 5,15", Full HD (1920 × 1080) зі співвідношенням сторін 16:9 та щільністю пікселів 428 ppi.
Mi 5c отримав ширококутні основну та передню камери камеру на 12 Мп з діафрагмою f/2.2 і фазовим автофокусом та на 8 Мп з діафрагмою f/2.0 відповідно. Обидві камери вміють записувати відео в роздільній здатності 1080p@30fps.

### Програмне забезпечення
Mi 5c був випущений на MIUI 8, що базувалася на Android 6.0 Marshmallow і був оновлений до MIUI 11 на базі Android 7.1 Nougat.

## Рецензії
Оглядач з інформаційного порталу ITC.ua поставив Xiaomi Mi 5c 3.5 бали з 5. До мінусів він відніс нагрів під навантаженням, середні камери та час роботи і те, що до сканера відбитків пальців потрібно звикати. До плюсів оглядач відніс матеріали і товщину корпусу, невелику вагу, тонкі рамки дисплея, якість екрану, продуктивність, швидку зарядку та USB Type-C. У висновку він сказав, що «Xiaomi Mi 5c вийшов симпатичним апаратом в компактному корпусі. Експеримент зі своєю платформою Surge S1 також можна рахувати вдалим — компанія не положила рішення конкурентів «на лопатки», але показала, що можлива навіть зробити свою SoC.»